# نفت سنگین
نفت خام سنگین نفت خامی است که غلظت بالایی دارد و به سادگی در چاه استخراج نفت جاری نمی‌شود. این نوع نفت به این دلیل «سنگین» نامیده می‌شود که چگالی و چگالی نسبی آن بیشتر از نفت خام سبک است. در تعریف دقیق به هر نوع نفت خام مایعی که چگالی ای‌پی‌آی آن پایین‌تر از ۲۰° باشد «نفت خام سنگین» گفته می‌شود. این نوع نفت گرانروی بیشتری از نفت خام سبک دارد.
در سال ۲۰۱۰ شورای جهانی انرژی نفت فوق سنگین را نفت خامی تعریف کرد که درجه ای‌پی‌آی آن زیر ۱۰° بوده و گرانروی آن بیش از ۱۰٬۰۰۰ سانتیپواز نباشد.
نفت خام سنگین به قیر یا نفت حاصل از ماسه‌های نفتی بسیار مربوط است. در زمین‌شناسی نفت نفت حاصل از ماسه‌های نفتی به عنوان نفت فوق سنگین طبقه‌بندی می‌شود.
نفت خام سنگین و فوق سنگین به تفاله باقی‌مانده از پالایش نفت خام سبک شباهت دارند. تفاوت آن‌ها با همتایان سبک خود در چگالی بالا، چسبندگی در دمای مخزن، درصد بالای گوگرد، نیتروژن، اکسیژن و فلزات سنگین است. میزان ذخایر نفت خام سنگین و فوق سنگین دنیا بیش از دو برابر نفت خام متعارف است و بیشترین مخازن نفت خام سنگین و فوق سنگین دنیا در کانادا و ونزوئلا است. استحصال و پالایش این نفت خام سنگین پیچیده‌ و پرهزینه‌ است و به همین دلیل قیمت آن‌ کمتر از نفت خام‌ سبک است و مشتریان کمتری دارند.